# خليج السلاحف السوداء

صورة بانورامية لخليج السلاحف السوداء

خليج السلاحف السوداء (بالإسبانية : كاليتا تورتيجا نيغرا)هو مصب القرم على السواحل الشمالية لجزيرة سانتا كروز في أرخبيل غالاباغوس في الإكوادور. الحديقة الوطنية أعطت لوائح صارمة لحماية هذه البيئة العذراء. ويسمح للسياح زيارة الخليج عبر بانغا (القارب المحلي) ولكن مع إطفاء المحركات .وتوجد في هذا الخليج العديد من السلاحف البحرية و أسماك الراي اللاسع والبجع وغيرها من الحيوانات البرية تعيش بين أشجار القرم .